# Yōichi Kobayashi
Yōichi Kobayashi (jap. 小林 陽一, Kobayashi Yōichi; * 1953 in Akita) ist ein japanischer Jazzmusiker (Schlagzeug).
Yōichi Kobayashi arbeitete ab den 1970er-Jahren in der japanischen Jazzszene; erste Aufnahmen entstanden 1972 mit Shoji Suzuki & The Rhythm Aces. In den folgenden Jahren spielte er außerdem mit Kunihiko Sugano, Kōnosuke Saijō, Ichiro Masuda und Eiji Kitamura. Mit Kōnosuke Saijō, Kazuo Yashiro und Ikuo Shiosaki nahm er das Album West 8th Street on Castle Ave. auf. In den 1980er-Jahren reiste er mehrmals in den Vereinigten Staaten; dabei gründete er mit Vincent Herring die japanisch-amerikanische Formation Godfellas, mit der mehrere Alben entstanden, u. a. mit Stephen Scott, Bob Kenmotsu, Jamal Haynes, Philip Harper sowie zahlreichen Gastmusikern.
In den folgenden Jahren legte er eine Reihe von Alben unter eigenem Namen vor, wie Morning (King, 1999), Autumn in New York (P-Jazz, 2001), Yoichi Kobayashi with Vincent Herring (3D, 2002), Sukiyaki: Village Be Bop Quintet Live in Japan (2002), Culture Shock (Pony Canyon, 2006) und Happy Dance (3D, 2007). Mit dem Monk's Trio (mit Stephen Scott und Ron Carter) nahm er 2003/04 zwei Alben auf, Tomorrow Is the Date? und A Time for Love.
In dieser Zeit arbeitete Kobayashi in Japan und in den Vereinigten Staaten ferner mit Yoshitaka Kanno, William Ash, Kem Kimura, Yukari Fujita, Dizzy Yoshimoto und den US Good Fellows (Album Ballads (2009) sowie mit Vincent Herring, Jill McCarron, Essiet Okon Essiet), mit denen er 2014 im New Yorker Jazzclub Smoke auftrat. Der Diskograf Tom Lord listet ihn im Bereich des Jazz zwischen 1972 und 2015 bei 38 Aufnahmesessions.